# Wielka Brytania na Zimowych Igrzyskach Olimpijskich 1932
Wielką Brytanię na Zimowych Igrzyskach Olimpijskich 1932 reprezentowały cztery zawodniczki w łyżwiarstwie figurowym. Był to trzeci start reprezentacji Wielkiej Brytanii na zimowych igrzyskach olimpijskich.

## Skład kadry

### Łyżwiarstwo figurowe
| Zawodnik         | Konkurencja | Nota   | Pozycja |
| ---------------- | ----------- | ------ | ------- |
| Megan Taylor     | Solistki    | 1911,8 | 7.      |
| Cecilia Colledge | Solistki    | 1851,6 | 8.      |
| Mollie Phillips  | Solistki    | 1864,7 | 9.      |
| Joan Dix         | Solistki    | 1833,6 | 10.     |